# Brighton (Alabama)
Brighton és una població dels Estats Units a l'estat d'Alabama. Segons el cens del 2000 tenia 3.640 habitants.

## Demografia
Segons el cens del 2000, Brighton tenia 3.640 habitants, 1.413 habitatges, i 921 famílies. La densitat de població era de 1.003,9 habitants/km².
Dels 1.413 habitatges en un 25,9% hi vivien nens de menys de 18 anys, en un 29,9% hi vivien parelles casades, en un 29,9% dones solteres, i en un 34,8% no eren unitats familiars. En el 32,5% dels habitatges hi vivien persones soles el 14,7% de les quals corresponia a persones de 65 anys o més que vivien soles. El nombre mitjà de persones vivint en cada habitatge era de 2,57 i el nombre mitjà de persones que vivien en cada família era de 3,29.
Per edats la població es repartia de la següent manera: un 25,5% tenia menys de 18 anys, un 10,3% entre 18 i 24, un 26% entre 25 i 44, un 21,8% de 45 a 60 i un 16,3% 65 anys o més.
L'edat mitjana era de 38 anys. Per cada 100 dones hi havia 87 homes. Per cada 100 dones de 18 o més anys hi havia 78,9 homes.
La renda mitjana per habitatge era de 21.364 $ i la renda mitjana per família de 27.926 $. Els homes tenien una renda mitjana de 24.018 $ mentre que les dones 20.192 $. La renda per capita de la població era d'11.002 $. Aproximadament el 20,2% de les famílies i el 27,2% de la població estaven per davall del llindar de pobresa.

## Poblacions més properes
El següent diagrama mostra les poblacions més properes.